# گمینا وامبینوویتسه
گمینا وامبینوویتسه (به لهستانی:  Gmina Łambinowice) یک گمینا در لهستان است که در شهرستان نسا واقع شده‌است. گمینا وامبینوویتسه ۱۲۳٫۷۱ کیلومتر مربع مساحت و ۸٬۱۵۷ نفر جمعیت دارد.